# Cryptopygiella musaphila
Cryptopygiella musaphila är en tvåvingeart som beskrevs av Robinson 1975. Cryptopygiella musaphila ingår i släktet Cryptopygiella och familjen styltflugor.
Artens utbredningsområde är Dominica. Inga underarter finns listade i Catalogue of Life.